# Xavier Trellu
Xavier Trellu, né le 5 décembre 1898 à Tréboul (Finistère) et mort le 25 septembre 1998 à Douarnenez (Finistère), est un homme politique français.

## Biographie
Mobilisé à 17 ans, il participe pendant la Première Guerre mondiale à l'expédition des Dardanelles et fut décoré de la Croix de guerre 1914-1918. Il devient agrégé de lettres en 1923 et enseigne principalement au lycée La Tour d'Auvergne de Quimper. Au début de la Seconde Guerre mondiale, il combat en Syrie comme quartier-maître, puis s'engage à partir de 1941 dans le réseau de résistance Johnny, collaborant notamment avec le docteur Vourch. Le 7 avril 1943, il quitte clandestinement Douarnenez en compagnie de 19 hommes à bord du Dalc'h Mad pour gagner l'Angleterre. Il est alors affecté au BCRA à Londres, ensuite à Alger, puis part en mission à Beyrouth au Liban jusqu'à sa démobilisation en mai 1945 ; il est alors enseigne de vaisseau de 1re classe. Il fut décoré de la Croix de guerre 1939-1945 et de la Légion d'honneur, élevé au grade  d'officier de la Légion d'honneur le 3 avril 1996.
Après la Seconde guerre mondiale, il devint en 1946 président de la fédération départementale du Finistère du Mouvement républicain populaire et est élu la même année conseiller général, mandat qu'il exerce jusqu'en 1953 ; il anime aussi le groupe de footballeurs du patronage catholique de Douarnenez. En 1955, il est élu sénateur et le 30 novembre 1958 député. Il fut aussi conseiller municipal de Douarnenez.

## Lieux portants son nom
Le Stade Xavier-Trellu de Douarnenez, portent son nom. Le stade est occupé par le club de football Stella Maris de Douarnenez.

## Détail des fonctions et des mandats
Mandats parlementaires
- 19 juin 1955 - 15 janvier 1959 : Sénateur du Finistère
- 30 novembre 1958 - 9 octobre 1962 : Député de la 7e circonscription du Finistère